# Station Broadstairs
Broadstairs is een spoorwegstation van National Rail in Broadstairs, Thanet in Engeland. Het station is eigendom van Network Rail en wordt beheerd door Southeastern. Het station is geopend in 1863.